# Sebastião Laranjeiras
Sebastião Laranjeiras é um município brasileiro do estado da Bahia.

## Geografia
Situado no Sudoeste do estado da Bahia, tendo como circunvizinhos os municípios de Pindaí, Candiba, Guanambi, Palmas de Monte Alto, Iuiú, Urandi e Espinosa (Minas Gerais).

### Limites
O município de Sebastião Laranjeiras está localizado na micro-região da Serra Geral da Bahia, limita-se ao norte com Palmas de Monte Alto, ao sul com o Estado de Minas Gerais, ao leste com o município de Pindaí e Urandi e ao oeste com o município de Iuiu,  tem como cidade vizinha Palmas de Monte Alto, possui 2 (dois) distritos: Sebastião Laranjeiras (Sede) e Mandiroba, 18 km da sede (média populacional de 1.048 habitantes).

### Clima
O clima de Sebastião Laranjeiras é do tipo semiárido, apresenta uma temperatura média anual de 22°C, a precipitação anual é de 700/900mm, tem sua extensão em área em torno de 1.854 km².

## Lista de Prefeitos
1959 a 1962 - Pedro Pereira dos Santos (Representante Local)
1963 a 1966 - Sebastião Rocha Filho
1967 a 1970 - Lionel Pinto Maia
1971 a 1972 - Osvaldo Lélis Lima
1973 a 1976 - Vagner Laranjeira Malheiros
1977 a 1982 - Edvardes Fernandes Laranjeira - Vice: Dely Vieira dos Santos
1983 a 1988 - Lafaiete Spínola Castro - Vice: João Carlos Leão (João Carlos Leão assumiu por três meses de 01/02/1983 a 06/05/1983)
1989 a 1992 - José Rodrigues Monção - Vice: João Roberto Cotrim
1993 a 1996 - Osvaldo Lélis Lima - Vice: Clóvis Pereira Lima
1997 a 2000 - Luis Rodrigues Monção - Vice: Neli Pereira Lima
2001 a 2004 - Manoel Messias Rocha Sobrinho - Vice: Orlando Fernandes Laranjeira
2005 a 2008 - Agenor Borges de Souza - Vice: Cláudio Magalhães da Silva
2009 a 2012 - Luciana Leão Muniz - Vice: Luis Rodrigues Monção
2013 a 2016 - Luciana Leão Muniz - Vice: Cláudio Magalhães da Silva
2017 a 2020 - Josielton de Castro Muniz - Vice: Alécio Santos de Souza
2021 a 2024 - Pedro Antônio Pereira Malheiros - Vice: Agenor Borges de Souza

## Leis municipais
- Código de Polícia Administrativa
- Código Tributário e de Rendas
- Lei 156/2003 que altera o Código Tributário